# یینتیان، شاوشان
یینتیان، شاوشان (به لاتین: Yintian) یک شهرک در جمهوری خلق چین است که در Shaoshan واقع شده‌است. یینتیان ۲۸ کیلومتر مربع مساحت و ۱۹٬۵۰۰ نفر جمعیت دارد.